# Legnickie Pole (gromada)
Legnickie Pole – dawna gromada, czyli najmniejsza jednostka podziału terytorialnego Polskiej Rzeczypospolitej Ludowej w latach 1954–1972.
Gromady, z gromadzkimi radami narodowymi (GRN) jako organami władzy najniższego stopnia na wsi, funkcjonowały od reformy reorganizującej administrację wiejską przeprowadzonej jesienią 1954 do momentu ich zniesienia z dniem 1 stycznia 1973, tym samym wypierając organizację gminną w latach 1954–1972.
Gromadę Legnickie Pole z siedzibą GRN w Legnickim Polu utworzono – jako jedną z 8759 gromad na obszarze Polski – w powiecie legnickim w woj. wrocławskim, na mocy uchwały nr 18/54 WRN we Wrocławiu z dnia 2 października 1954. W skład jednostki weszły obszary dotychczasowych gromad Legnickie Pole (bez przysiółka Strachowice), Racimierz, Gniewomierz i Księginice ze zniesionej gminy Legnickie Pole w tymże powiecie. Dla gromady ustalono 11 członków gromadzkiej rady narodowej.
1 stycznia 1960 do gromady Legnickie Pole włączono wsie Ogonowice, Raczkowa, Czarnków, Lubień i Biskupice ze zniesionej gromady Raczkowa w tymże powiecie.
1 lipca 1968 do gromady Legnickie Pole włączono wieś Mikołajowice z gromady Wądroże Wielkie w tymże powiecie.
Gromada przetrwała do końca 1972 roku, czyli do kolejnej reformy gminnej. 1 stycznia 1973 w powiecie legnickim reaktywowano gminę Legnickie Pole.